# Erythrodolius dolosus
Erythrodolius dolosus là một loài tò vò trong họ Ichneumonidae.